# Notophthiracarus aethes
Notophthiracarus aethes är en kvalsterart som beskrevs av Niedbala, Corpuz-Raros och Gruèzo 2006. Notophthiracarus aethes ingår i släktet Notophthiracarus och familjen Phthiracaridae. Inga underarter finns listade i Catalogue of Life.